# 尹亚平
尹亚平（约1954年—），河北人，中国女子短跑运动员。她曾在泰国曼谷进行的1978年亚洲运动会中获得女子100米金牌，是首位获得亚运该项目冠军的中国大陆运动员。